# زابجه
زابجه (بالبولندية: Zabrze) هي مدينة تقع في جنوب بولندا في مقاطعة سيليزيا بالقرب من مدينة كاتوفيتسه يبلغ عدد سكان المدينة 179,452 نسمة أما سكان الريف المحيطين بالمدينة فيبلغون أكثر من مليوني نسمة بالمدينة وتعتبر هذه المدينة من المدن القديمة في بولندا حيث إنشئت في القرون الوسطى من قبل الجرمان.

## توأمة
لزابجه اتفاقيات توأمة مع كل من:
- كالينينغراد (1998 - )[16]
- زانغرهاوزن (1983 - )[17]
- Lund Municipality [الإنجليزية]‏ منذ (1990 - )[18]
- Seclin [الإنجليزية]‏ منذ (1987 - )[19]
- ترنافا (15 ديسمبر 1995 - )[20]
- روفنو (25 يناير 2001 - )[21]
- زحلة (8 أكتوبر 2007 - )[22]
- روثرهام [الإنجليزية]‏ منذ (2007 - )[23]
- إسن (11 سبتمبر 2015 - )[24]

## أعلام
- لوكاس سكوربسكي
- فريتس لاباند
- يرزي غورغون
- يانوش
- هنري كاسبرتشاك